# Basílica menor de la Santa Capilla
La Basílica Menor Santa Capilla es una basílica católica de Caracas, Venezuela; ubicada en la esquina de Santa Capilla de la Avenida Urdaneta. Se encuentra en el casco central de la ciudad, en la Parroquia Catedral del Municipio Libertador. El 16 de febrero de 1979, fue declarada Monumento Histórico Nacional.

## Historia

### Construcción
Su construcción fue ordenada por el presidente Antonio Guzmán Blanco, en 1883, al arquitecto Juan Hurtado Manrique. Guzmán Blanco ordenó una replica de la Sainte Chapelle de París. La nueva iglesia de Santa Capilla reemplazaba la antigua ermita de San Sebastián que había sido levantada en 1568 y luego dedicada a San Mauricio en 1640, pero tan solo un año después, es destruida por un terremoto. En 1667 se vuelve a construir la iglesia con elementos más sencillos como madera y ladrillos. Sin embargo, en 1812, otro terremoto destruye casi por completo la iglesia, iniciándose su reconstrucción que jamás fue culminada. 
La nueva obra comienza a construirse el 2 de febrero de 1883 y se culmina el 1 de agosto del mismo año. La estructura del templo es de estilo neogótico y en su interior tiene obras del pintor Arturo Michelena. La obra ha sido reformada en varias oportunidades. Para 1889 se inician trabajos de ampliación de la iglesia, entre los que se contaban la construcción de la torre y la ampliación de la nave. Estos son concluidos en 1891, pero en 1900, el terremoto de Caracas dejaría serios daños, incluyendo el desplome de la torre. 
En 1921, se hace una ampliación que incluyó dos naves laterales, y el 5 de agosto de 1926, es designada como Basílica Menor por el Papa Pío XI. Dentro de la basílica se encuentran enterradas algunas personas.

### Terremoto de 1967

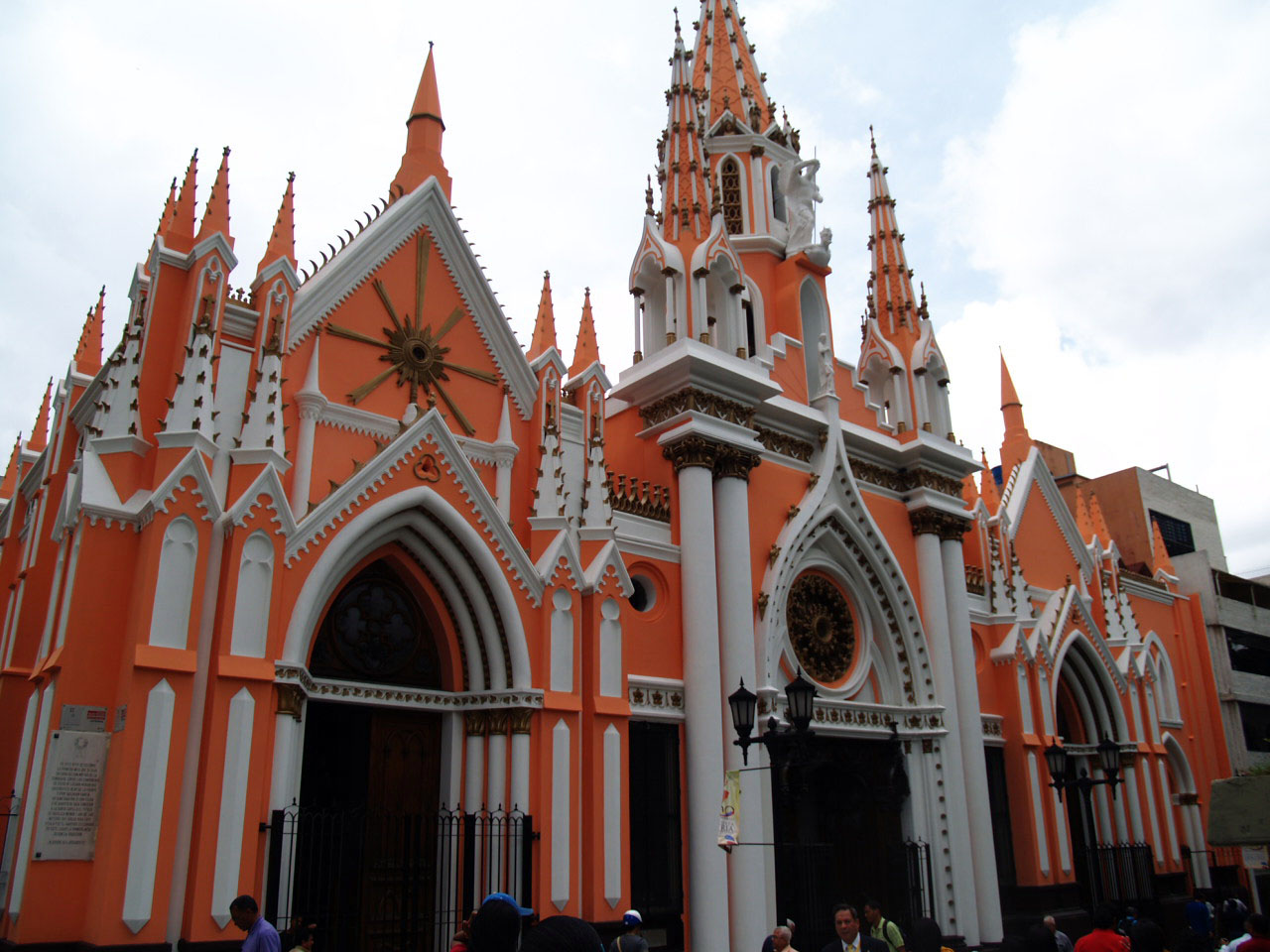
Fachada de la basílica, posterior a las restauraciones.

La Santa Capilla fue parcialmente destruida en el terremoto que ocurrió en Caracas, el 29 de julio de 1967. Este sismo, que llegó a 6.5 grados en la escala de Richter, causó grandes daños y pérdidas humanas. Este edificio religioso quedó peligrosamente al borde del colapso, con su torre central a punto de desplomarse.
Se encargó entonces a la constructora de Doménico Di Mella la remodelación y reparación, quedando esta casi en exacta similitud con la original.
Un joven español, Francisco De La Villa, fue el encargado de la reconstrucción y reinstalación de los cabezales de columnas, adornos góticos de mampostería y cabezas de ángeles que adornan la torre central y las dos torres laterales de menor tamaño

### Protestas de 2024
El 29 de julio de 2024 iniciaron Protestas contra los resultados electorales anunciados por el CNE que daban la victoria a Nicolás Maduro en las Elecciones del día anterior, la protestas iniciaron con cacerolazos en distintas zonas de Caracas tanto del Distrito Capital como del Estado Miranda como Petare, Chacao, La Candelaria, La Vega, Palo Verde, Catia, Bellas Artes y El Marqués, hasta que la gente decidió salir de sus casas a marchar en simultáneo hasta el Palacio de Miraflores, luego cuando la marcha estaba cerca del Palacio justo en la Basílica fue que esta fue reprimida con disparos con pistolas hacia los manifestantes por parte de los colectivos mientras funcionarios de la Policía Nacional Bolivariana habían echo un cordón para impedir que la marcha llegue al Palacio

## Galería

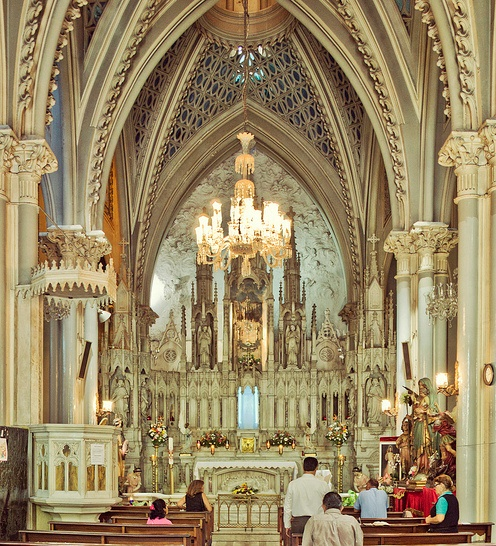
Interior de la basílica
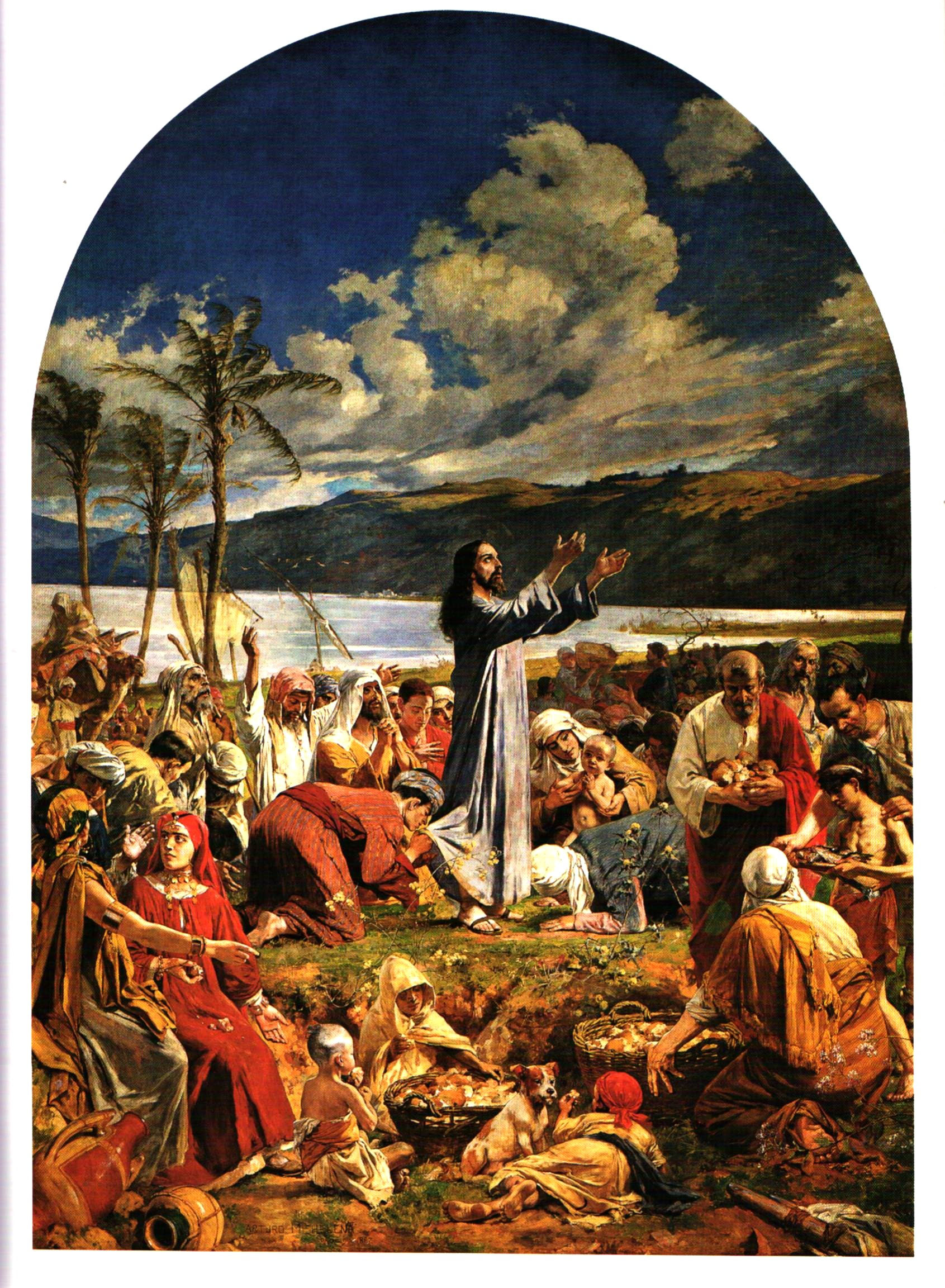
La multiplicación de los panes y peces (1897) de Arturo Michelena. Donado por el autor a la Santa Capilla